# フェリスベルト・エルナンデス
フェリスベルト・エルナンデス（Felisberto Hernández, 1902年10月20日モンテビデオ - 1964年1月13日同地）は、ウルグアイのピアノ奏者、作家。
名字である「エルナンデス」と呼ぶのが理にかなっているが、エルナンデスというありふれた名字とフェリスベルトというあまり一般的でない名前とのギャップに加え、隣国アルゼンチンの著名な詩人ホセ・エルナンデスとの混同を避けるためもあって、「フェリスベルト」というファーストネームで呼ばれることが多い。

## 生涯

### ピアニストとして
フェリスベルトは9歳の時からピアノの練習を始め、のちにクレメンテ・コリングに師事して作曲と和声を学ぶ。経済的困窮により、サイレント映画のBGM演奏で生計を立てる。16歳より自宅でピアノ講師としてレッスンを授けるかたわら研鑽を積んだのち、20歳で初リサイタルを行い、自曲も披露した。30年代にはウルグアイ各地やアルゼンチン、ブラジルでコンサートツアーを行った。ピアニストとしての生活は1942年まで続いた。

### 作家として
フェリスベルト・エルナンデスの初の著書は、1925年に発表された『某』である。以降『毒を仰いだ女』（1931年）まで散発的に著書を発表するが、いずれも少部数であり、また版元不明のものも多い。
1942年以降、フェリスベルトはピアニストとしての道を放棄し、文学に専心するようになる。『クレメンテ・コリングのころ』（1942年）および『はぐれ馬』（1943年）などの自伝的中編小説が、同じくモンテビデオ出身のフランス語作家ジュール・シュペルヴィエルの眼に止まり、彼の後押しにより1946年に渡仏。ロジェ・カイヨワの働きかけにより、短編集『誰もランプをつけていなかった』（1947年）が、アルゼンチンのスダメリカーナ社より出版された。
その後も、発表された点数こそ少ないものの、『オルテンシア』（1950年）や「水に浮かんだ家」（1960年）といった優れた短篇を著している。
短編小説の名手として知られ、多くの作品が ドイツ語、フランス語、英語、イタリア語、ギリシア語、ポルトガル語などに翻訳されており、フリオ・コルタサルや ガブリエル・ガルシア＝マルケスといった作家たちからも師と仰がれている存在である。イタロ・カルヴィーノは彼を次のように評している。「フェリスベルト・エルナンデスは誰にも似ていない作家であり、ヨーロッパにもラテンアメリカにも似たような存在は見当たらない。彼はいわばあらゆる分類の枠を拒む“一匹狼”であるにもかかわらず、ひとたび作品をひもといてみれば、その姿は誰とも混同しえない輪郭をもって浮かび上がってくるのだ」。

## 日本語訳
- 『案内係』浜田和範訳、水声社、叢書フィクションのエル・ドラード、2019年

## 作品
- Fulano de Tal （1925年）
- Libro sin tapas （1929年）
- La cara de Ana （1930年）
- La envenenada （1931年）
- Por los tiempos de Clemente Colling （1942年）
- El caballo perdido （1943年）
- Nadie encendía las lámparas （1947年）
- Las hortensias （初出は1949年、雑誌Escritura。1950年に書籍として出版）
- Explicación falsa de mis cuentos (1955年)
- La casa inundada （1960年、「水に浮かんだ家」平田渡訳。ガルシア＝マルケス他『エバは猫の中』（1987年、サンリオ文庫）所収）
- El cocodrilo （1962年）
- Tierras de la memoria (未完、1965年)

## 伝記
- Antonio Pau (2005). Felisberto Hernández: El tejido del recuerdo. Madrid. Editorial Trotta. ISBN 84-8164-814-0

- Walter Rela (1982). Felisberto Hernández

- José Pedro Díaz (2000). Felisberto Hernández. Su vida y su obra